# Beach Party
Beach Party (br.:A praia dos amores) é um filme estadunidense de 1963, uma comédia romântica produzida pela American International Pictures (AIP) e dirigida por William Asher. Esse foi o primeiro filme da série com a Turma da Praia, também responsável pela criação de um subgênero popular na década de 1960 conhecido como "Filmes de festas na praia", destinados a uma audiência adolescente, sem a presença como personagens de pais ou qualquer representante das autoridades. O roteiro desse filme inclui um romance paralelo entre adultos, que foi repetido na sequência de 1964, Bikini Beach.

## Elenco

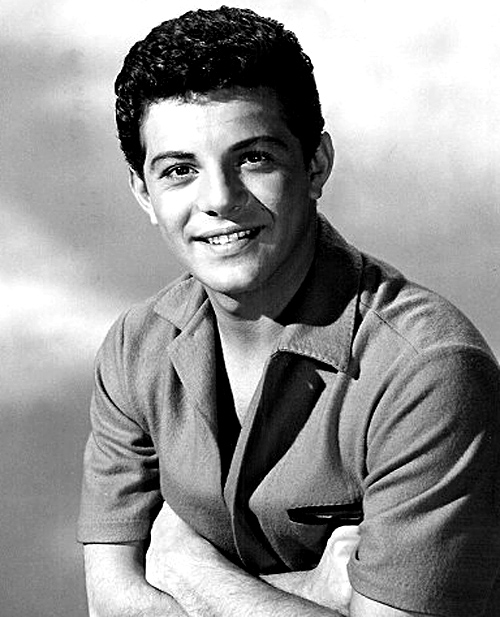
Frankie Avalon em foto publicitária para o filme

- Robert Cummings...Prof. Robert 'Bob' Orwell Sutwell
- Dorothy Malone...Marianne
- Frankie Avalon...Frankie
- Annette Funicello...Dolores
- Morey Amsterdam...Cappy
- Harvey Lembeck...Eric Von Zipper
- Eva Six...Ava
- John Ashley...Ken
- Jody McCrea...Deadhead
- Dick Dale...ele próprio
- Alberta Nelson...participante da Rat Pack
- Candy Johnson...ela própria
- Vincent Price...Big Daddy (participação)

## Sinopse
Um antropólogo, Professor Robert Orwell Sutwell, estuda secretamente os grupos de surfistas que se reunem nas prais do sudeste da Califórnia durante as férias de verão. Ele é ajudado pela secretária Marianne. Seu interesse se concentra na turma da praia liderada por Dolores e Frankie. Frankie queria passar as férias sozinho com Dolores mas ela convidou todos os amigos e estragou os planos do namorado. Dolores acaba se envolvendo com o professor quando este a ajuda contra o assédio de Eric Von Zipper, chefe atrapalhado de uma gangue de motociclistas arruaceiros.

## Canções
As canções em Beach Party foram escritas especialmente para o filme, o que era raro para produções B.  Les Baxter foi o compositor da trilha sonora desse filme e também de outros para adolescentes tais como Sergeant Deadhead, Dr. Goldfoot and the Bikini Machine e Fireball 500. 
Gary Usher e Roger Christian escreveram três canções ouvidas no filme: a canção-título, cantada por Avalon e Funicello; "Swingin' and a-Surfin'" e "Secret Surfing Spot", ambas interpretadas por Dick Dale and the Del Tones.
Bob Marcucci e Russ Faith escreveram "Don't Stop Now", interpretada por Avalon.
Guy Hemric e Jerry Styner compuseram duas canções para Funicello: "Treat Him Nicely" e "Promise Me Anything (But Give Me Love)".

## Influências culturais
A gangue de motociclistas chamada The Rat Pack e que aparece no filme, é uma paródia das que foram vistas em The Wild One (1953). O personagem Eric Von Zipper (ouve-se o som aumentado de um zíper funcionando toda vez que ele diz seu nome e abre a blusa) interpretado por Harvey Lembeck, é uma referência ao de Marlon Brando naquele filme.
O clube do Big Daddy neste filme (e o similar Palácio do Cappy visto em Muscle Beach Party) é uma referência aos bares do sudeste da Califórnia, em particular o Cafe Frankenstein.

## Outros filmes da série e similares
- Muscle Beach Party (1964)
- Bikini Beach (1964)
- Pajama Party (1964)
- Beach Blanket Bingo (1965)
- Ski Party (1965)
- How to Stuff a Wild Bikini (1965)
- Sergeant Deadhead (1965)*
- Dr. Goldfoot and the Bikini Machine (1965)
- The Ghost in the Invisible Bikini (1966)*
- Fireball 500 (1966)
- Thunder Alley (1967)*

* Avalon aparece em todos os filmes exceto The Ghost in the Invisible Bikini e Thunder Alley. Funicello não aparece em Sergeant Deadhead e The Ghost in the Invisible Bikini.